# Abelárd
Az Abelárd francia (provanszál) eredetű férfinév, jelentése: méhész.

## Gyakorisága
Az újszülötteknek adott nevek körében az 1990-es években szórványosan fordult elő. A 2000-es és 2010-es években sem szerepelt a 100 leggyakrabban adott férfinév között.
A teljes népességre vonatkozóan a 2000-es és 2010-es években az Abelárd nem szerepelt a 100 leggyakrabban viselt férfinév között.

## Névnapok
- április 21.[2]

## Híres Abelárdok
- Pierre Abélard francia skolasztikus filozófus